# Szafír Taider
Szafír Szliti Taider (arabul: سفير سليتي تايدر) (Castres, 1992. február 29. –) francia születésű algériai labdarúgó, aki középpályásként játszik. Jelenleg a Montreal Impact csapatában játszik, valamint az algériai labdarúgó-válogatottban.

## Pályafutása

### Klub
A Grenoble csapatánál lett profi játékos. 2010. május 15-én debütált az Olympique de Marseille elleni bajnoki mérkőzésen. Július 5-én hároméves profi szerződést írt alá a Grenoble csapatával.
Csapata pénzügyi problémák miatt 2011-ben eladta Taidert az olasz Bologna csapatának. 2012. január 16-án debütált a Seria A-ban az SSC Napoli ellen 1-1-re végződő mérkőzésen. Egy nappal később bejelentették, hogy 2 425 000 euróért a Juventus FC-vel birtokolja közösen a nápolyi egyesület Taider játékjogát, valamint Frederik Sørensen az ellenkező utat járta meg 2 500 000 euróért.
2013. augusztus 19-én csatlakozott az Internazionale klubjához, ahová négy évre írt alá 5 500 000 euróért és Diego Laxalt is érkezett ekkor a klubhoz. Augusztus 26-án debütált az Internazionale csapatában, a Genoa CFC ellen 2-0-ra megnyert bajnoki mérkőzésen lépett pályára, a 85. percben váltotta Ricardo Gabriel Álvarezt.

### Válogatott
Taider francia korosztályos válogatott labdarúgó volt. 2013. március 26-án debütált az algériai labdarúgó-válogatottban a benini labdarúgó-válogatott ellen, ahol góllal mutatkozott be. Részt vett a 2014-es labdarúgó-világbajnokságon, ahol a csoportkörben a belga labdarúgó-válogatott ellen végig a pályán volt, majd a német labdarúgó-válogatott ellen is pályára lépett. Algéria történelme során első alkalommal jutott tovább a csoportkörből, majd nyolcaddöntőben a német labdarúgó-válogatott ellen hosszabbításban kaptak ki 2-1-re, amelyen a mérkőzés legjobbjának választották meg.

## Statisztika

### Góljai a válogatottban
|   | Időpont           | Helyszín                              | Ellenfél  | Gólok  | Eredmény | Kiírás                                     |
| - | ----------------- | ------------------------------------- | --------- | ------ | -------- | ------------------------------------------ |
| 1 | 2013. március 26. | Stade Mustapha Tchaker, Blida Algéria | Benin     | 2 - 1  | 3 - 1    | 2014-es labdarúgó-világbajnokság-selejtező |
| 2 | 2013. június 16.  | Stade Amahoro, Kigali Ruanda          | Ruanda    | '0 - 1 | 0 - 1    | 2014-es labdarúgó-világbajnokság-selejtező |
| 3 | 2014. március 5.  | Stade Mustapha Tchaker, Blida Algéria | Szlovénia | 2 - 0  | 2 - 0    | Barátságos mérkőzés                        |

## Család
Taider Franciaországban, Castresban született egy tunéziai apától és egy algériai anyától. Öccse, Nabi Taider tunéziai labdarúgó-válogatott játékos és a szlovén ND Gorica játékosa.